# Escallonia ledifolia
Escallonia ledifolia är en tvåhjärtbladig växtart som beskrevs av Herman Otto Sleumer. Escallonia ledifolia ingår i släktet Escallonia och familjen Escalloniaceae. Inga underarter finns listade i Catalogue of Life.